# Чемпіонат Бразилії з футболу 2012
Чемпіонат Бразилії з футболу 2012 Серії А — 57-й розіграш Серії А, вищого дивізіону професійного футболу в Бразилії. Він розпочнеться 19 травня і повинен завершитися 2 грудня. Корінтіанс починає сезон як чемпіон попереднього, 2011 року. Ігри не зупинялися ані під час дат ФІФА, ані під час Олімпійських Ігор у Лондоні, через що деякі гравці могли пропустити до п’ятнадцяти матчів за свої клуби до п'ятнадцяти ігор за свої клуби.

## Формат
Турнір буде проводився за коловою системою. Команда з найбільшою кількістю набраних очок буде оголошена чемпіоном. Останні чотири команди вибувають в нижчий дивізіон — Серію B.

### Критерії розподілу місць
У разі рівності очок між двома командами, застосовуються такі критерії в такому порядку:
- Кількість перемог
- Різниця забитих і пропущених голів
- Забиті голи
- Матчі між собою
- Кількість червоних карток
- Кількість жовтих карток

## Міжнародні кваліфікації
Також визначались путівки до міжнародних турнірів в 2013 році, що проводяться під егідою КОНМЕБОЛ. Перші дві команди брали участь в груповому етапі Кубку Лібертадорес в 2013 році, а третє і четверте місця дає можливість зіграти в першому етапі. Наступні вісім команд у турнірній таблиці брали участь в другому етапі Південноамериканського кубку в 2013 році.

## Інформація про команди
| Команда             | Місто          | Штат              | Попередній сезон | Стадіон             | Глядачі |
| ------------------- | -------------- | ----------------- | ---------------- | ------------------- | ------- |
| Атлетіко Гояніенсе  | Ґоянія         | Гояс              | 13-е             | Серра Дорада        | 50049   |
| Атлетіко Мінейру    | Белу-Оризонті  | Мінас-Жерайс      | 15-е             | Індепенденсія       | 23 000  |
| Баїя                | Салвадор       | Баїя              | 14-e             | Пітуасу             | 32 157  |
| Ботафогу            | Ріо-де-Жанейро | Ріо-де-Жанейро    | 9-e              | Енженьяо            | 44 000  |
| Васко да Гама       | Ріо-де-Жанейро | Ріо-де-Жанейро    | 2-e              | Сан-Жануаріо        | 24 585  |
| Ґреміу              | Порту-Алегрі   | Ріу-Гранді-ду-Сул | 12-е             | Олімпіко Монументал | 48 000  |
| Інтернасьйонал      | Порту-Алегрі   | Ріу-Гранді-ду-Сул | 5-e              | Бейра-Ріо           | 56 000  |
| Коринтіанс          | Сан-Паулу      | Сан-Паулу         | 1-e              | Пакаембу            | 37 952  |
| Корітіба            | Куритиба       | Парана            | 8-e              | Коуто Перейра       | 37 182  |
| Крузейру            | Белу-Оризонті  | Мінас-Жерайс      | 16-e             | Індепенденсія       | 23 000  |
| Наутіко             | Ресіфі         | Пернамбуку        | 2-e (Серія B)    | Афлітос             | 19 800  |
| Палмейрас           | Сан-Паулу      | Сан-Паулу         | 11-e             | Пакаембу            | 37 952  |
| Понте-Прета         | Кампінас       | Сан-Паулу         | 3-e (Серія B)    | Моізес Лукареллі    | 19 728  |
| Португеза Деспортос | Сан-Паулу      | Сан-Паулу         | 1-e (Серія B)    | Канінде             | 21 000  |
| Сантус              | Сантус         | Сан-Паулу         | 10-e             | Віла Бельміро       | 21 256  |
| Сан-Паулу           | Сан-Паулу      | Сан-Паулу         | 6-e              | Морумбі             | 67 428  |
| Спорт Ресіфі        | Ресіфі         | Пернамбуку        | 4-e (Серія B)    | Ілья ду Ретіру      | 35 000  |
| Фігейренсе          | Флоріанополіс  | Санта-Катаріна    | 7-e              | Орландо Скарпеллі   | 19 069  |
| Фламенго            | Ріо-де-Жанейро | Ріо-де-Жанейро    | 4-e              | Енженьяо            | 44 000  |
| Флуміненсе          | Ріо-де-Жанейро | Ріо-де-Жанейро    | 3-е              | Енженьяо            | 44 000  |